# Viola Reggio Calabria 2005-2006
Questa voce raccoglie le informazioni riguardanti la Viola Reggio Calabria nelle competizioni ufficiali della stagione 2005-2006.

## Stagione
La stagione 2005-2006 della Viola Reggio Calabria è la 16ª nel massimo campionato italiano di pallacanestro, la Serie A.
Piazzamento finale:  18º posto in Serie A, retrocessa in Legadue.

## Roster
Aggiornato al 27 dicembre 2021.
| Viola Reggio Calabria 2005-2006 | Viola Reggio Calabria 2005-2006 |
| Giocatori                       | Staff tecnico                   |
| ------------------------------- | ------------------------------- |

| N. | Naz.                                                | Ruolo | Nome                   | Anno | Alt.   | Peso   |  |
| -- | --------------------------------------------------- | ----- | ---------------------- | ---- | ------ | ------ |  |
| 4  | Stati Uniti (bandiera) · Italia (bandiera)          | P     | Anthony Giovacchini    | 1979 | 188 cm | 83 kg  |  |
| 4  | Stati Uniti (bandiera) · Irlanda (bandiera)         | P     | Shane Power            | 1981 | 196 cm | 96 kg  |  |
| 6  | Slovenia (bandiera)                                 | P     | Aleksandar Ćapin       | 1982 | 186 cm | 78 kg  |  |
| 7  | Italia (bandiera)                                   | G     | Giovanni Rugolo        | 1981 | 193 cm | 92 kg  |  |
| 8  | Italia (bandiera)                                   | G     | Domenico De Marco      | 1989 | 185 cm | 83 kg  |  |
| 9  | Francia (bandiera)                                  | G     | Thierry Zig            | 1975 | 192 cm | 90 kg  |  |
| 10 | Italia (bandiera)                                   | C     | Cristiano Zanus Fortes | 1971 | 206 cm | 112 kg |  |
| 10 | Stati Uniti (bandiera)                              | G     | A.J. Guyton            | 1978 | 187 cm | 85 kg  |  |
| 11 | Stati Uniti (bandiera)                              | AP    | Vincent Yarbrough      | 1981 | 201 cm | 95 kg  |  |
| 12 | Slovenia (bandiera) · Italia (bandiera)             | AG    | Marko Verginella       | 1978 | 202 cm | 101 kg |  |
| 13 | Bosnia ed Erzegovina (bandiera) · Italia (bandiera) | G     | Nedžad Gušić           | 1977 | 188 cm | 84 kg  |  |
| 13 | Stati Uniti (bandiera) · Italia (bandiera)          | AC    | Donzel Rush            | 1974 | 207 cm | 108 kg |  |
| 14 | Uruguay (bandiera) · Italia (bandiera)              | P     | Leandro García Morales | 1982 | 188 cm | 85 kg  |  |
| 15 | Irlanda (bandiera)                                  | AG    | Conor Grace            | 1982 | 205 cm | 98 kg  |  |
| 16 | Costa d'Avorio (bandiera) · Francia (bandiera)      | AG    | Jean-Marc Kraidy       | 1976 | 201 cm |        |  |
| 18 | Italia (bandiera)                                   | AP    | Daniele Saccà          | 1980 | 189 cm | 80 kg  |  |
| 19 | Stati Uniti (bandiera)                              | AC    | Ellis Myles            | 1981 | 203 cm |        |  |
| 19 | Stati Uniti (bandiera)                              | C     | Jelani McCoy           | 1977 | 208 cm | 111 kg |  |
| -  | Italia (bandiera)                                   | G     | Sebastiano Canale      | 1988 | 186 cm |        |  |
| -  | Italia (bandiera)                                   | AP    | Daniele Cerami         | 1989 | 192 cm | 85 kg  |  |
| -  | Italia (bandiera)                                   | P     | Marco Costantino       | 1988 | 179 cm |        |  |
| -  | Italia (bandiera)                                   | A     | Paolo Foti             | 1990 |        |        |  |
| -  | Russia (bandiera) · Italia (bandiera)               |       | Victor Jasakov         | 1990 |        |        |  |
| -  | Russia (bandiera) · Italia (bandiera)               | AG    | Vladimir Jasakov       | 1990 | 200 cm |        |  |
| -  | Italia (bandiera)                                   | A     | Francesco Praticò      | 1988 |        |        |  |
| -  | Italia (bandiera)                                   | A     | Andrea Ranieri         | 1991 |        |        |  |
| -  | Italia (bandiera)                                   | P     | Lorenzo Tripodi        | 1989 |        |        |  |
| -  | Italia (bandiera)                                   | GA    | Pietro Vazzana         | 1989 | 192 cm |        |  |

| Allenatore |
| - Walter De Raffaele (fino al 21 dicembre) - Pasquale Iracà (dal 21 dicembre fino al 3 gennaio e dal 16 marzo) - Tonino Zorzi (dal 3 gennaio fino al 16 marzo) |
| Assistente/i |
| - Pasquale Iracà (fino al 21 dicembre) Legenda - (C) Capitano - (IN) Inattivo - Infortunato                                                                    |

## Mercato

### Sessione estiva
| Acquisti | Acquisti               | Acquisti             | Acquisti   | Acquisti |
| R.       | Nome                   | da                   | Modalità   |          |
| -------- | ---------------------- | -------------------- | ---------- | -------- |
| G        | Nedžad Gušić           | S.Pietro Vernotico   | definitivo |          |
| P        | Anthony Giovacchini    | Virtus Bologna       | definitivo |          |
| AG       | Marko Verginella       | Amici Pall. Udinese  | definitivo |          |
| C        | Cristiano Zanus Fortes | Basket Livorno       | definitivo |          |
| AP       | Vincent Yarbrough      | Ostenda              | definitivo |          |
| G        | Thierry Zig            | Basket Livorno       | definitivo |          |
| AC       | Ellis Myles            | Louisville Cardinals | definitivo |          |
| P        | Aleksandar Ćapin       | Panellīnios          | definitivo |          |
| AG       | Conor Grace            | Davidson Wildcats    | definitivo |          |
| AP       | Daniele Saccà          |                      | definitivo |          |

| Cessioni | Cessioni             | Cessioni       | Cessioni       | Cessioni |
| R.       | Nome                 | a              | Modalità       |          |
| -------- | -------------------- | -------------- | -------------- | -------- |
| C        | Casey Shaw           | Gran Canaria   | fine contratto |          |
| P        | Germán Scarone       | Crabs Rimini   | fine contratto |          |
| AC       | Michael Meeks        | Telekom Bonn   | fine contratto |          |
| GA       | Galen Young          | Free agent     | fine contratto |          |
| G        | Nicolás Mazzarino    | Pall. Cantù    | fine contratto |          |
| AC       | Charles Gaines       | ASVEL          | fine contratto |          |
| A        | LaVell Blanchard     | EWE Oldenburg  | fine contratto |          |
| GA       | Jay Larrañaga        | Real Madrid    | fine contratto |          |
| C        | Andrea Camata        | N.B. Brindisi  | fine contratto |          |
| PG       | Steve Hansell        | Brighton Bears | fine contratto |          |
| AC       | Guido Cuadrelli      |                | fine contratto |          |
| PG       | Alessandro Acquaviva |                | fine contratto |          |

### Dopo l'inizio della stagione
| Acquisti | Acquisti               | Acquisti   | Acquisti         | Acquisti   |
| R.       | Nome                   | da         | Data             | Modalità   |
| -------- | ---------------------- | ---------- | ---------------- | ---------- |
| G        | A.J. Guyton            | Free agent | 18 ottobre 2005  | definitivo |
| A        | Jean-Marc Kraidy       | Free agent | 21 ottobre 2005  | definitivo |
| P        | Leandro García Morales | Club Biguá | 2 dicembre 2005  | definitivo |
| AC       | Donzel Rush            | Free agent | 16 dicembre 2005 | definitivo |
| C        | Jelani McCoy           | Free agent | 26 gennaio 2006  | definitivo |
| P        | Shane Power            | Free agent | 3 febbraio 2006  | definitivo |

| Cessioni | Cessioni               | Cessioni                             | Cessioni         | Cessioni    |
| R.       | Nome                   | a                                    | Data             | Modalità    |
| -------- | ---------------------- | ------------------------------------ | ---------------- | ----------- |
| G        | Nedžad Gušić           | Trapani Shark                        | 21 ottobre 2005  | rescissione |
| P        | Anthony Giovacchini    | Junior Casale                        | 2 gennaio 2006   | rescissione |
| A        | Jean-Marc Kraidy       | Fabriano Basket                      | 2 gennaio 2006   | definitivo  |
| C        | Cristiano Zanus Fortes | Dinamo Sassari                       | 3 gennaio 2006   | rescissione |
| AC       | Ellis Myles            | Spirou Charleroi                     | febbraio 2006    | rescissione |
| P        | Leandro García Morales | Junior Casale                        | 23 febbraio 2006 | rescissione |
| AC       | Donzel Rush            | Nuova A.M.G. Sebastiani Basket Rieti | 9 marzo 2006     | rescissione |
| AP       | Vincent Yarbrough      | Free agent                           | 13 aprile 2006   | rescissione |
| G        | A.J. Guyton            | Free agent                           | 9 maggio 2006    | rescissione |